# Kencho-mae (métro d'Hiroshima)
Kencho-mae (県庁前駅, Kenchō-mae-eki) est une station de la ligne Astram du métro d'Hiroshima. Elle est située dans l'arrondissement de Naka à Hiroshima au Japon.

## Situation sur le réseau
Établie en souterrain, Kencho-mae est située au point kilométrique (PK) 0,3 de la ligne Astram. Elle est située entre la station Hondori, le terminus sud, et la station Johoku, en direction du terminus nord Koiki-koen-mae.

## Histoire
La station Kencho-mae est mise en service le 20 août 1994, lors de l'ouverture à l'exploitation de la ligne Astram.

## Services aux voyageurs

### Accès et accueil
La station est ouverte tous les jours.

### Desserte
Kencho-mae est desservie par les rames de la ligne Astram : 
- voie 1 : direction Koiki-koen-mae
- voie 2 : direction Hondori

Installations et desserte
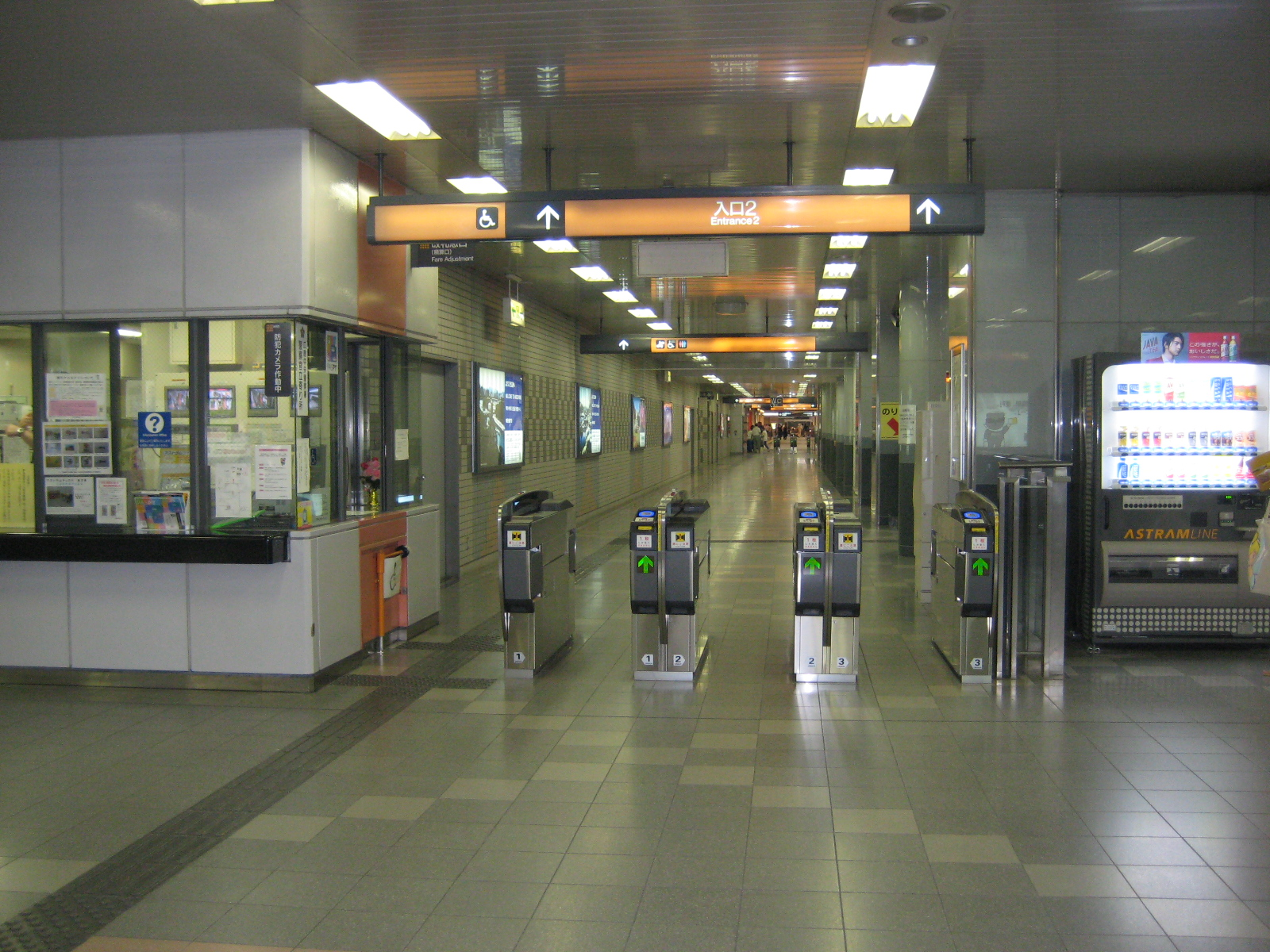
Barrière de contrôle
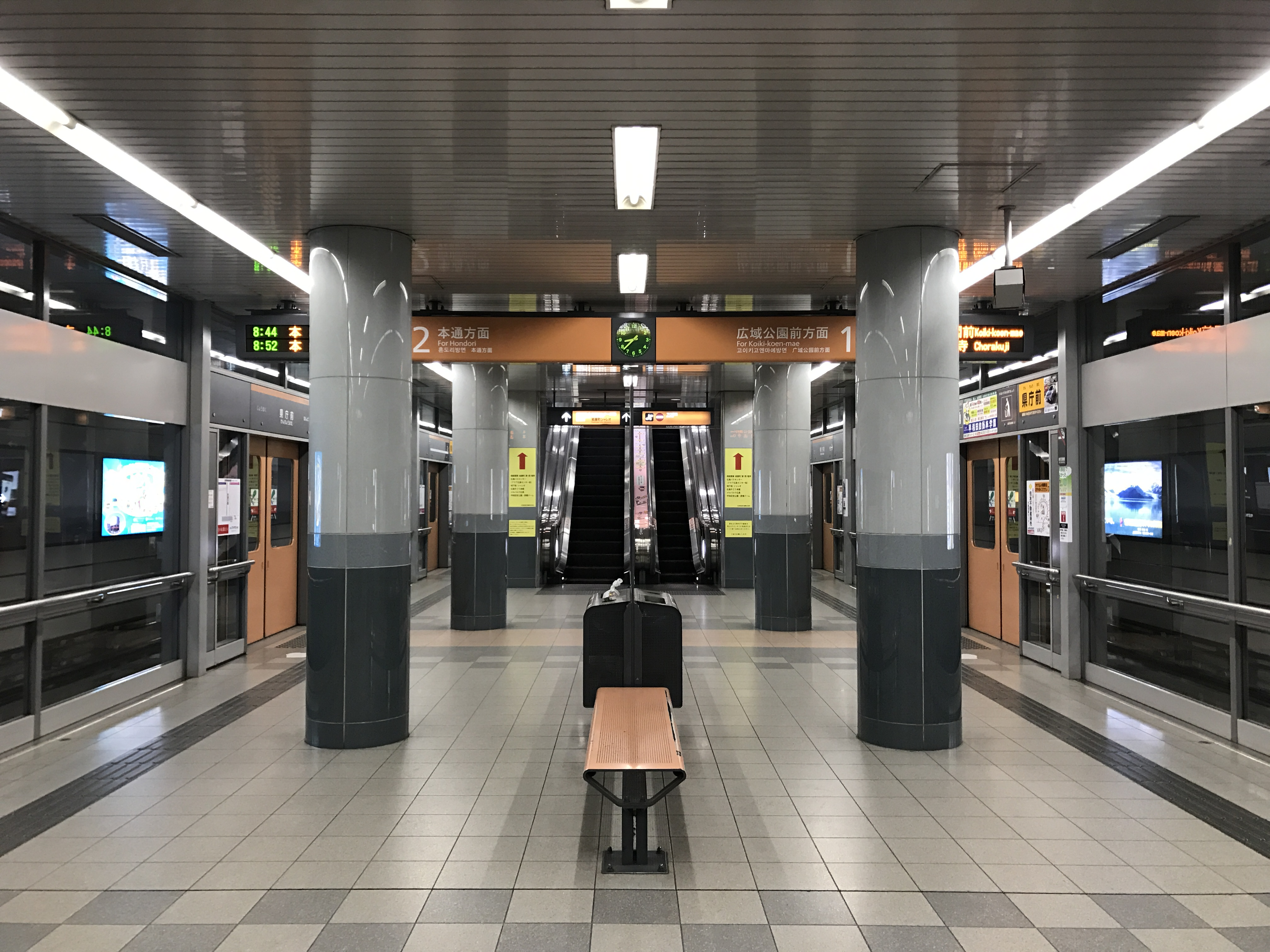
Quai de la station

### Intermodalité
La station est en correspondance avec l'arrêt Kamiyacho-nishi du tramway d'Hiroshima (lignes 2, 3, 6, 7 et 9).

## Dans les environs
- Château de Hiroshima
- Dôme de Genbaku
- Hiroshima Green Arena
- Hiroshima Gokoku-jinja
- Musée d'Art de Hiroshima